# Безеда
Безеда (рум. Bezeda) — село в Молдові у Бричанському районі. Входить до складу комуни Богданешть, адміністративним центром якої є село Богданешть.
Більшість населення є етнічними українцями.

## Населення
За результатами перепису населення Молдови 2004 року, у селі Безеда проживало 560 осіб (275 чоловіків та 285 жінок).
Етнічний склад населення села:
| Національність | Число жителів | Процентний склад, % |
| -------------- | ------------- | ------------------- |
| українці       | 435           | 77,68               |
| молдовани      | 96            | 17,14               |
| росіяни        | 26            | 4,64                |
| румуни         | 1             | 0,18                |
| гагаузи        | 1             | 0,18                |
| інші           | 1             | 0,18                |
| Всього         | 560           | 100                 |